# Monture Canon EF-M

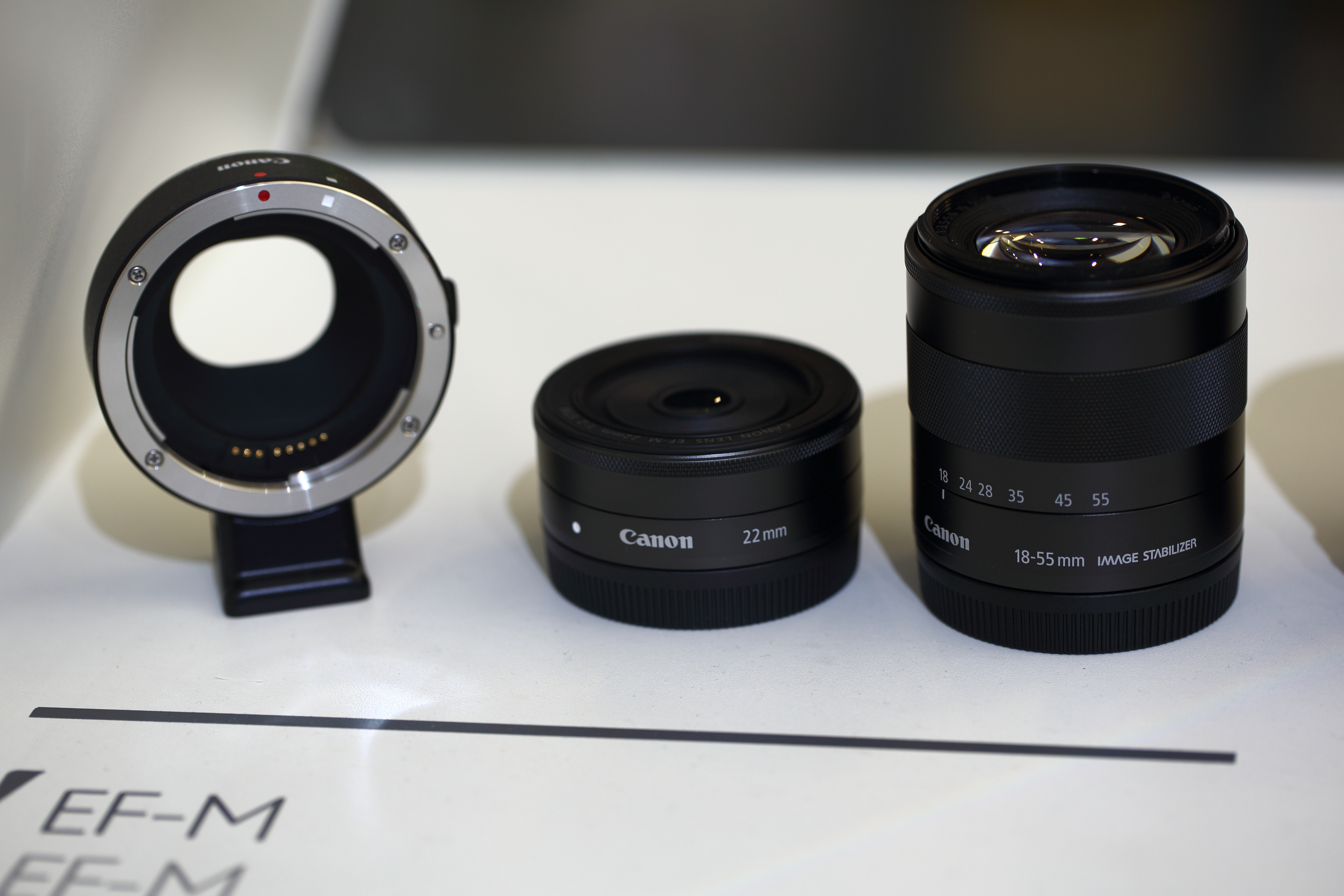
Bague d'adaptation EF-EOS M et objectifs EF-M.

La monture Canon EF-M est une monture d'objectif développée par Canon depuis 2012 pour sa gamme d'appareils photographiques hybrides EOS M équipés d'un capteur au format APS-C. Le système, dérivé de la monture Canon EF, fait son apparition avec le Canon EOS M, premier hybride de la marque. La marque japonaise est alors le dernier constructeur d'appareils photo à commercialiser un appareil hybrides.
La monture est caractérisée par un tirage mécanique et un diamètre interne plus petits que les montures EF et EF-S. Cette optimisation à la taille du capteur permet de concevoir des objectifs EF-M plus petits et plus légers en adéquation avec la taille plus compacte des boîtiers hybrides EOS M. La monture peut quand même recevoir les objectifs EF et EF-S grâce à une bague d'adaptation mais l'inverse n'est pas possible. Elle n'est par contre pas compatible avec la monture RF utilisée pour les appareils photo hybrides EOS R équipés d'un capteur 24 × 36.

## Historique
À l'automne 2008, Panasonic et Olympus lancent les premiers appareils photographiques hybrides du marché, le Panasonic Lumix DMC-G1 et l'Olympus PEN E-P1 (en), tous deux équipés d'un capteur au format micro 4/3 (18 x 13,5 mm). Samsung et Sony leurs emboîtent le pas en 2010 avec le Samsung NX10 et le couple Sony Alpha NEX-3 et NEX-5, tous trois équipés d'un capteur au format APS-C (23,6 × 15,7 mm),. En 2011, Pentax sort le Pentax Q (en) doté d'un capteur 1/2,3" (6,2 x 4,6 mm). La même année, c'est au tour de Nikon de présenter sa gamme d'hybrides, les Nikon 1 équipés d'un capteur CX ou 1" (13,2 x 8,8 mm). En 2012, Fujifilm entre dans la course avec le Fujifilm X-Pro1 au capteur APS-C.
En juillet 2012, Canon est le dernier constructeur à se lancer dans le marché des appareils photo hybrides avec le Canon EOS M équipé d'un capteur APS-C (22,2 × 14,8 mm). Le boîtier inaugure une nouvelle monture d'objectif appelée EF-M. Le nom de cette nouvelle monture est composé de l'abréviation EF qui signifie Electro-Focus (« mise au point électrique ») et de M qui signifierait soit Mirrorless (« Sans miroir », c'est-à-dire le terme désignant les hybrides en anglais) soit Mobility (« mobilité »). Le nom de la gamme EOS-M comprend l'abréviation EOS signifiant Electro-Optical System (« Système électro-optique »).

## Caractéristiques
La monture EF-M est à fixation par baïonnette, comme toutes les autres montures modernes. Son tirage mécanique, c'est-à-dire la distance entre l'extrémité de la monture de l'objectif et le capteur de l'appareil, est de seulement 18 mm (identique au tirage de la monture Sony E) — contre 44 mm pour les montures EF et EF-S — grâce à la suppression du miroir mobile caractéristique du reflex. Son diamètre interne est de seulement 47 mm — contre 54 mm pour les montures EF et EF-S — car la monture est optimisée pour le capteur de format APS-C (22,3 × 14,9 mm), plus petit que le 24 × 36 (24 × 36 mm),. La connexion entre l'objectif et le boîtier se fait à l'aide de neuf contacteurs électriques — contre huit pour les montures EF et EF-S.
Les caractéristiques de cette monture la rapproche des montures d'appareils hybrides concurrents comme la monture Sony E (18 mm / 46,1 mm), la monture Fujifilm X (17,7 mm / 44 mm) et le système Micro 4:3 (19,25 mm / 38 mm) d'Olympus et Panasonic.
Comme pour la monture EF-S, le fait que la monture EF-M soit optimisée pour être utilisée avec un capteur de format APS-C (22,3 × 14,9 mm) induit un facteur de conversion de 1,613 pour toutes les focales des objectifs. Cela permet d'avoir des objectifs plus petits, plus légers, et finalement moins chers, mais rend impossible l'existence d'un appareil au capteur 24 × 36  avec cette monture.
Contrairement aux objectifs EF et EF-S, les objectifs EF-M ne sont pas dotés de sélecteur de mise au point (AF/MF) ni de commutateur de stabilisation (IS ON/OFF). Ces deux paramètres sont modifiables directement depuis le boîtier, avec un bouton physique ou via le menu.

## Boîtiers à monture EF-M

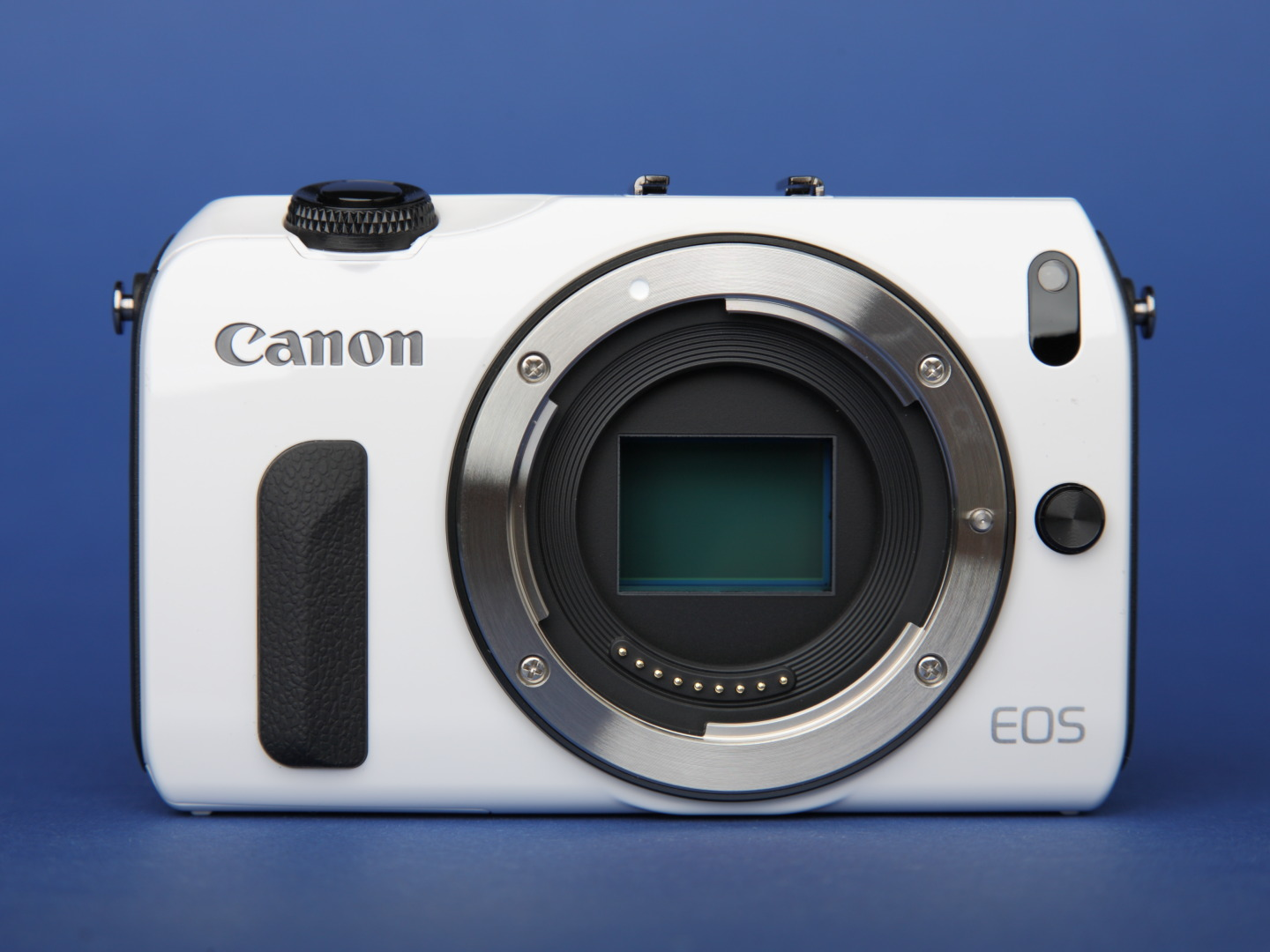
Canon EOS M, premier hybride de la gamme sorti en 2012.

Canon a sorti onze appareils photographiques hybrides EOS-M à monture EF-M répartis sur quatre segments de marché.
- Gamme Débutant : EOS M10 (2015), EOS M100 (2017), EOS M200 (2019)
- Gamme Grand public : EOS M (2012), EOS M2 (2013, Japon), EOS M50 (2018), EOS M50 Mark II (2020)
- Gamme Amateur : EOS M3 (2015), EOS M6 (2017), EOS M6 Mark II (2019)
- Gamme Expert : EOS M5 (2016)

Note : Les appareils en cours de commercialisation sont écrits en gras.

## Objectifs à monture EF-M

### Objectifs de Canon

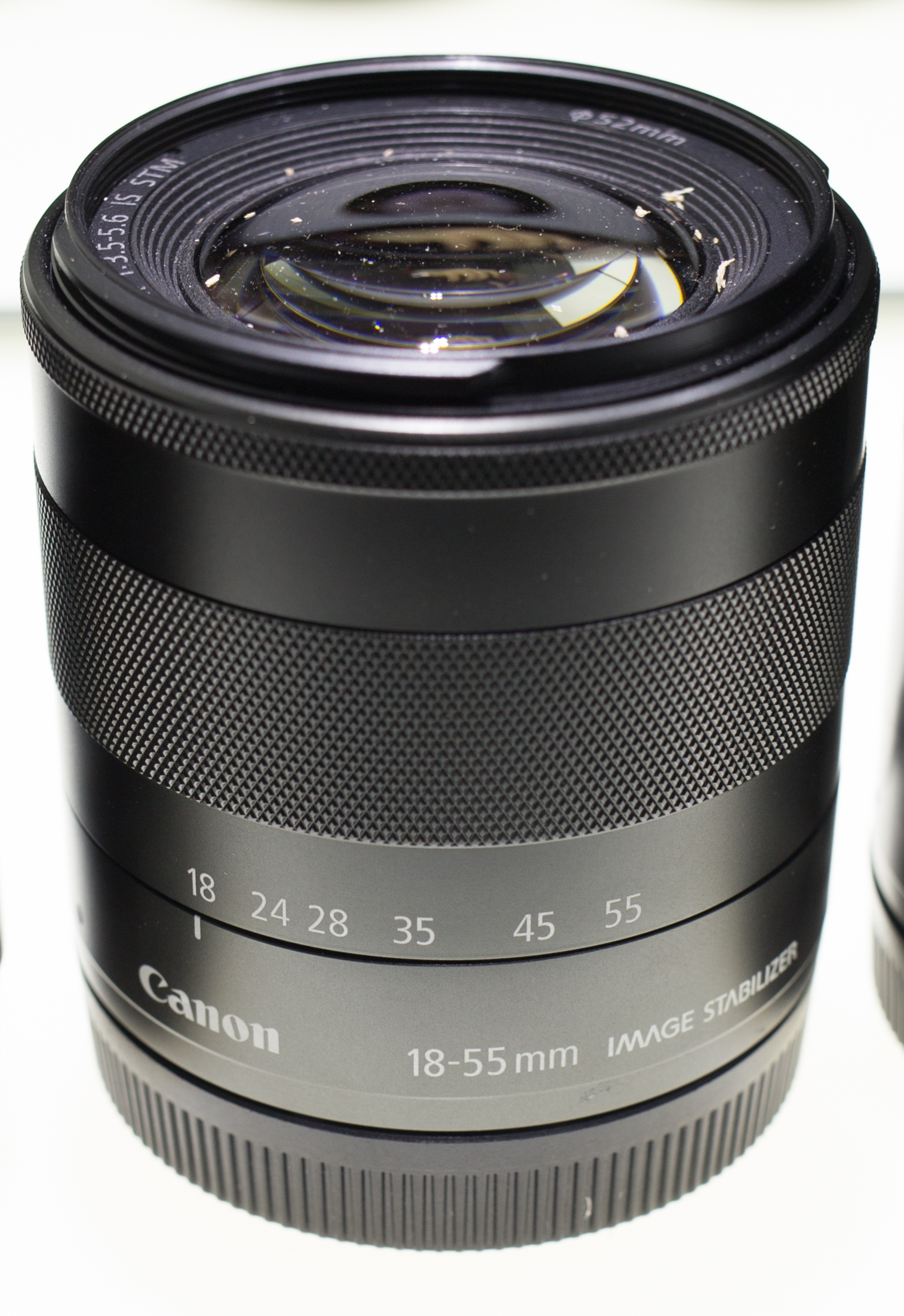
Canon EF-M 18–55 mm, objectif de base inclus dans les kits.

La gamme d'objectifs EF-M de Canon est encore relativement réduite, avec seulement huit objectifs sortis en six ans d'existence. Il est cependant possible d'utiliser les très nombreuses optiques des montures EF et EF-S grâce à la bague d'adaptation EF-EOS M.
Toutes les optiques EF-M sont équipées de la mise au point automatique (autofocus) entraînée par le moteur pas à pas STM (STepping Motor), plus adapté à la prise de vidéos que le moteur ultrasonique USM (UltraSonic Motor) grâce à un autofocus moins rapide mais plus fluide et plus silencieux. La majorité des objectifs sont équipés du stabilisateur optique IS (Image Stabilizer). Il n'existe aucun objectif EF-M dans la série L (pour Luxe) qui rassemble les optiques haut-de-gamme à destination des professionnels. De même, aucun objectif EF-M est doté d'optiques diffringentes DO (Diffractive Optics). 
| Focale          | Équivalent en 24 × 36 | Ouverture maximale | Version      | Diamètre filtre (mm) | Masse (g) | Commercialisation (arrêt) [en cours] |
| --------------- | --------------------- | ------------------ | ------------ | -------------------- | --------- | ------------------------------------ |
| Focale variable |                       |                    |              |                      |           |                                      |
| 11–22 mm        | 18–35 mm              | f/4–5,6            | IS STM       | 55                   | 220       | juin 2013                            |
| 15–45 mm        | 24–72 mm              | f/3,5–6,3          | IS STM       | 49                   | 130       | octobre 2015                         |
| 18–55 mm        | 29–88 mm              | f/3,5–5,6          | IS STM       | 52                   | 210       | octobre 2012                         |
| 18–150 mm       | 29–240 mm             | f/3,5–6,3          | IS STM       | 55                   | 300       | décembre 2016                        |
| 55–200 mm       | 88–320 mm             | f/4,5–6,3          | IS STM       | 52                   | 260       | juin 2014                            |
| Focale fixe     |                       |                    |              |                      |           |                                      |
| 22 mm           | 35 mm                 | f/2                | STM          | 43                   | 105       | octobre 2012                         |
| 28 mm           | 45 mm                 | f/3,5              | Macro IS STM | 43                   | 130       | mai 2016                             |
| 32 mm           | 51 mm                 | f/1,4              | STM          | 43                   | 235       | septembre 2018                       |

### Objectifs de constructeurs tiers
De nombreux objectifs compatibles avec la monture EF-M sont fabriqués par des constructeurs tiers tels que Tamron (1 référence), Samyang (20 références), Meike (4 références), Sigma (3 références), Voking (1 référence), HandeVision (1 référence), Laowa (1 référence), Mitakon (1 référence) et Yasuhara (1 référence). Canon déconseille évidemment l'emploi de ces objectifs conçus par rétro-ingénierie qui peuvent poser des problèmes de compatibilité, notamment en passant d'une génération de boîtiers à une autre. Mais ils sont souvent moins chers avec une qualité optique parfois même équivalente aux objectifs Canon. Ils peuvent également correspondre à des besoins spécifiques (objectifs spéciaux, focales inhabituelles...) auxquels Canon n'a pas apporté de réponse. Ils sont cependant quasiment tous des objectifs à focale fixe manuels, c'est-à-dire sans électronique embarquée pour faire la mise au point automatique ou contrôler l'ouverture depuis le boîtier.

## Critiques
Parc optique limité
Une critique récurrente faite à Canon est son manque d'investissement dans sa monture EF-M. D'abord, son parc d'objectifs est particulièrement limité — seulement huit objectifs en six ans d'existence — comparé à ceux de ses concurrents ayant pris, certes, plusieurs années d'avance,,. De même, le constructeur japonais tarde à sortir des appareils hybrides EOS M intéressants face à la concurrence. Il faut attendre 2016 pour le voir montrer ses ambitions avec son premier boîtier expert, le Canon EOS M5,.
Incompatibilité avec la monture RF
Dans l'écosystème des reflex Canon, il est possible de monter un objectif à monture EF (adapté au capteur plein format) sur un boîtier à monture EF-S (au capteur APS-C). Cela permet d'investir directement dans des objectifs EF, avec l'idée de passer un jour sur un boîtier EF (au capteur plein format) sans devoir racheter les objectifs. Ce n'est plus possible dans l'écosystème des hybrides Canon, puisqu'il est impossible de monter un objectif à monture RF (adapté au capteur plein format) sur un boîtier à monture EF-M (au capteur APS-C). Les caractéristiques des deux montures rendent même impossible l'existence d'une bague d'adaptation,.
Cette incompatibilité pose une question sur le futur de la monture EF-M, à l'image de la monture Nikon 1 développée par Nikon pour sa gamme d'hybride avec capteur de 1 pouce et abandonnée prématurément en 2018. Mais la sortie d'un nouvel objectif EF-M simultanément à la nouvelle monture RF semble indiquer que Canon souhaite continuer à développer sa gamme d'hybrides plus grand-public,.